# Sander Gillé
Sander Gillé (nació el 15 de enero de 1991) es un jugador de tenis belga.
Su mejor clasificación en la ATP fue el número 574 del mundo, que llegó el 24 de diciembre de 2018. En dobles alcanzó número 18 del mundo, que llegó el 25 de septiembre de 2023.

## Torneos de Grand Slam

### Dobles

#### Finalista (1)
| Año  | Torneo        | Pareja        | Oponentes en la final      | Resultado |
| 2023 | Roland Garros | Joran Vliegen | Ivan Dodig Austin Krajicek | 3-6, 1-6  |

## Títulos ATP (8; 0+8)

### Dobles (8)
| Leyenda                         |
| ------------------------------- |
| Grand Slam (0)                  |
| ATP World Tour Finals (0)       |
| ATP World Tour Masters 1000 (1) |
| ATP World Tour 500 (0)          |
| ATP World Tour 250 (7)          |

| N.º | Fecha                    | Torneo     | Superficie    | Pareja        | Oponentes en la final                  | Resultado           |
| --- | ------------------------ | ---------- | ------------- | ------------- | -------------------------------------- | ------------------- |
| 1.  | 21 de julio de 2019      | Bastad     | Tierra batida | Joran Vliegen | Federico Delbonis Horacio Zeballos     | 6-7(5), 7-5, [10-5] |
| 2.  | 28 de julio de 2019      | Gstaad     | Tierra batida | Joran Vliegen | Philipp Oswald Filip Polášek           | 6-4, 6-3            |
| 3.  | 29 de septiembre de 2019 | Zhuhai     | Dura          | Joran Vliegen | Marcelo Demoliner Matwé Middelkoop     | 7-6(2), 7-6(4)      |
| 4.  | 1 de noviembre de 2020   | Astaná     | Dura (i)      | Joran Vliegen | Max Purcell Luke Saville               | 7-5, 6-3            |
| 5.  | 28 de febrero de 2021    | Singapur   | Dura (i)      | Joran Vliegen | Matthew Ebden John-Patrick Smith       | 6-2, 6-3            |
| 6.  | 7 de enero de 2023       | Pune       | Dura          | Joran Vliegen | N. Sriram Balaji Jeevan Nedunchezhiyan | 6-4, 6-4            |
| 7.  | 9 de abril de 2023       | Estoril    | Tierra batida | Joran Vliegen | Nikola Čačić Miomir Kecmanović         | 6-3, 6-4            |
| 8.  | 14 de abril de 2024      | Montecarlo | Tierra batida | Joran Vliegen | Marcelo Melo Alexander Zverev          | 5-7, 6-3, [10-5]    |

#### Finalista (7)
| N.º | Fecha                 | Torneo        | Superficie    | Pareja        | Oponentes en la final                | Resultado        |
| --- | --------------------- | ------------- | ------------- | ------------- | ------------------------------------ | ---------------- |
| 1.  | 3 de agosto de 2019   | Kitzbühel     | Tierra batida | Joran Vliegen | Philipp Oswald Filip Polášek         | 4-6, 4-6         |
| 2.  | 2 de mayo de 2021     | Múnich        | Tierra batida | Joran Vliegen | Wesley Koolhof Kevin Krawietz        | 6-4, 4-6, [5-10] |
| 3.  | 10 de junio de 2023   | Roland Garros | Tierra batida | Joran Vliegen | Ivan Dodig Austin Krajicek           | 3-6, 1-6         |
| 4.  | 30 de julio de 2023   | Hamburgo      | Tierra batida | Joran Vliegen | Kevin Krawietz Tim Puetz             | 6-7(4), 3-6      |
| 5.  | 7 de enero de 2024    | Hong Kong     | Dura          | Joran Vliegen | Marcelo Arévalo Mate Pavić           | 6-7(3), 4-6      |
| 6.  | 9 de febrero de 2025  | Róterdam      | Dura (i)      | Jan Zieliński | Simone Bolelli Andrea Vavassori      | 2-6, 6-4, [6-10] |
| 7.  | 16 de febrero de 2025 | Marsella      | Dura (i)      | Jan Zieliński | Benjamin Bonzi Pierre-Hugues Herbert | 3-6, 4-6         |

## Títulos Challenger
| Leyenda               | Individuales | Dobles |
| --------------------- | ------------ | ------ |
| ATP Challenger Series | 0            | 14     |

### Dobles
| N.º | Fecha                   | Torneos                            | Superficie    | Pareja        | Oponentes                               | Resultado               |
| --- | ----------------------- | ---------------------------------- | ------------- | ------------- | --------------------------------------- | ----------------------- |
| 1.  | 13 de agosto de 2016    | Challenger de Trnava               | Tierra batida | Joran Vliegen | Tomasz Bednarek Roman Jebavý            | 6-2, 7-5                |
| 2.  | 18 de junio de 2017     | Challenger de Lyon                 | Tierra batida | Joran Vliegen | Gero Kretschmer Roman Jebavý            | 6-7(2), 7-6(2), [14-12] |
| 3.  | 25 de junio de 2017     | Challenger de Blois                | Tierra batida | Joran Vliegen | Máximo González Fabrício Neis           | 3-6, 6-3, [10-7]        |
| 4.  | 23 de julio de 2017     | Challenger de Scheveningen         | Tierra batida | Joran Vliegen | Jozef Kovalík Stefanos Tsitsipas        | 6-2, 3-6, [12-10]       |
| 5.  | 29 de julio de 2017     | Challenger de Tampere              | Tierra batida | Joran Vliegen | Lucas Gómez Juan Ignacio Londero        | 6-2, 6-7(5), [10-3]     |
| 6.  | 19 de noviembre de 2017 | Challenger de Brescia              | Moqueta       | Sander Arends | Luca Margaroli Tristan-Samuel Weissborn | 6-2, 6-3                |
| 7.  | 28 de enero de 2018     | Challenger de Rennes               | Dura (i)      | Joran Vliegen | Sander Arends Antonio Šančić            | 6-3, 6-7, [10-7]        |
| 8.  | 28 de julio de 2018     | Challenger de Praga                | Tierra batida | Joran Vliegen | Fernando Romboli David Vega Hernández   | 6-4, 6-2                |
| 9.  | 4 de agosto de 2018     | Challenger de Liberec              | Tierra batida | Joran Vliegen | Filip Polášek Patrik Rikl               | 6-3, 6-4                |
| 10. | 11 de agosto de 2018    | Challenger de Pullach              | Tierra batida | Joran Vliegen | Simone Bolelli Daniele Bracciali        | 6-2, 6-2                |
| 11. | 13 de octubre de 2018   | Challenger de Ortisei              | Dura (i)      | Joran Vliegen | Purav Raja Antonio Šančić               | 3-6, 6-3, [10-3]        |
| 12. | 28 de octubre de 2018   | Challenger de Brest                | Dura (i)      | Joran Vliegen | Leander Paes Miguel Ángel Reyes-Varela  | 3-6, 6-4, [10-2]        |
| 13. | 11 de noviembre de 2018 | Challenger de Mouilleron-le-Captif | Dura (i)      | Joran Vliegen | Romain Arneodo Quentin Halys            | 6-3, 4-6, [10-2]        |
| 14. | 22 de junio de 2019     | Challenger de Bratislava           | Tierra batida | Joran Vliegen | Lukáš Klein Alex Molčan                 | 6-2, 7-5                |